# Gorky 17
A Gorky 17 (Észak-Amerikában Odium címmel került a boltokba.) egy körökre osztott taktikai játék, amit a lengyel Metropolis Software (Őket 2008 februárjában felvásárolta a CD Projekt.) fejlesztett és a Monolith Productions adott ki Windowsra 1999-ben. A játéknak 2006-ban a Linux változatát is elkészítette a Hyperion Entertainment, valamint bejelentettek egy AmigaOS 4 átiratot is, mely végül 2015-ben jelent meg.

## Történet
A játékos egy kis csapat NATO-katonát irányít, akiknek az a feladatuk, hogy felfedjék a rejtélyes mutánsok feltűnésének okát Lubinben (egy kis 
lengyel város, érdekesség, hogy a város neve elő se fordul a játékban). A környéket körülveszik a NATO csapatok és a sztorira éhes világ médiai, és a kivizsgálásra küldött első csapat nyom nélkül eltűnik. A csapat vezetője, a 40 éves Cole Sullivan, aki   kiterjedő tudományos ismeretekkel rendelkezik. Csapatának a feladata, hogy felfedje a mutánsok jelenlétének az okát és megtalálják az eltűnt első csapatot. Ez persze csak a kezdet…

## Szereplők
- Cole Sullivan: A kettes csapat kanadai vezetője. Egy hivatásos katona, aki állandóan a küldetés teljesítésére koncentrál, annak ellenére, hogy a növekvő bizarr és félelmetes jelenségek sorát élik át a városon belül. A csapat legidősebb tagja.
- Jarek Owicz: A kettes csapat lengyel származású tolmácsa, aki nemcsak oroszul, németül és természetesen angolul is tud. Szarkasztikus és indulatos szereplő, aki a gyakori aranyköpéseivel és  panaszkodásaival a velük történő furcsa eseményekkel kapcsolatban, amelyek a megítélése szerint a sátán műve.
- Thiery Trantigne: A kettes csapat francia kommandósa, tudományos ismeretekkel. Trantige inkább logikai beállítottságú, de a legijedősebb csapattag. A legfiatalabb a három csapattárs közül.
- Wasilij Dobrovsky: Egy helyi túlélő, aki a kettes csapattal fut össze még a játék elején. Dobrovsky egy nagy, erős felépítésű öreg orosz, aki a háború után letelepedett katona. Dobrovsky olyan információkkal látja el a kettes csoportot, hogy a jelenség rombolta le a várost és az megoldhatják a kialakult válságos helyzetet, összegyűjtve 4 darab adathordozó merevlemezt. Dobrovsky csatlakozik a csapathoz és együtt harcol velük a mutánsok ellen néhány ütközetben. Később nyomtalanul eltűnik, de a játék végén feltűnik és felfedi valós céljait.
- Joan McFadden: Amerikai származású orvos és az egyetlen túlélője az egyes csapatnak.Csatlakozik a kettes csapathoz és segíti őket a harcban, míg végül meghal.
- Jan "Medúza" Kurtas: Az egykori múzeumvezető, aki mutálódott, de valahogy megtartotta a személyiségét. Csatlakozik a kettes csapathoz és velük harcol, de később megőrül és a kettes csapat ellen fordul.
- Slavsky: Az inkább rendetlen túlélő, a múzeum tetején találjuk meg egy kis fészerben elbújva. Kicserélheti Medúzát a csapatban. Szinte semmit sem tudni róla.
- Anna Hutchens: Egy riporter, aki beoson a városba egy exkluzív riportért. Egy csoport gyilkos mutánssal körbevéve találunk rá. Csatlakozik hozzánk, egészen a játék végéig, ahol hátrahagyjuk a titkos létesítmény bejáratánál, ahova csak NATO személyzet léphet be.
- Kozov generális: Az orosz tábornok, akit a létesítmény irányításával bíztak meg, ami végül a mutánsokat hozta létre. Sokszor megemlítik és végül a játék végén meghal.
- Lamare generális: Amerikai NATO tábornok, akit a kivizsgálással bíztak meg és Sullivan parancsnoka.

### Szinkronhangok
Solecki Janka, Bolla Róbert, Seder Gábor, Vári Attila, Janovics Sándor, Földi Tamás, Petrovics Zoltán

## Játékmenet
A Gorky 17 egy körökön alapuló taktikai RPG. A játékmenetet Vandal Hearts consolos RPG sorozatai, és más hasonló játékok, mint például a Final Fantasy Tactics és Kartia ihlette.
A játék további két módot kínál: a felfedező módban, a játékos az egeret használva irányítja a pontról pontra navigálva a szereplőket a városon keresztül és a tárgyak használatát is így oldották meg. A harcok előre meghatározott helyeken történnek a városon belül, nem úgy, mint a legtöbb RPG esetén, ahol véletlenszerű a harcok helye.
A harc módban a képernyő mezőkre oszlik fel, ahol a játékos és az AI által irányított szereplők körökre osztva próbálják egymást megsemmisíteni. Minden egyes körben a szereplő csak egy előre meghatározott számú mezőt és egy harci cselekvést tehet meg (fegyvert használ, fedezékbe vonul vagy gyógyít a csapattárs sérülésén). A fegyvereknek különböző taktikai hatásuk van, például a pisztoly csak egyenes irányba, míg a puska átlósan is tüzelhet. A játék véget ér, ha bármelyik a játékos által irányított szereplő meghal a harc során, vagy az AI által irányított szereplők mindegyike elpusztul.

## Mutánsok
- Sfinks (40 életpont, könnyű páncélzat) Négylábú mutáns.
- Garcia (60 életpont, közepes páncélzat) Pengével és géppuskával felszerelt robot.
- Cutter Pill (50 életpont, közepes páncélzat, tűzvédelem) Karmokkal és gépfegyverrel felszerelt robot.
- Fang (70 életpont, nehéz páncélzat) Rakétákat lő.
- RC28 (75 életpont, könnyű páncélzat, elektromosság védelem) Elektrosokkal támadó zöld, majomszerű mutáns.
- Singing Mutant (90 életpont, nem ellenséges)
- Judge (200 életpont, közepes páncélzat)
- Judge Child (20 életpont, könnyű páncélzat) Kis skorpiószerű lények, amelyek minden támadásukkal gyógyítják mesterüket, a Judge-ot.
- Grandma (200 életpont, közepes páncélzat) Nagy, darázsszerű lény.
- Grandma Child (25 életpont, könnyű páncélzat) A nagy, darázsszerű lény gyermekei, nála kisebb méretű rovarok.
- Smoke Rider (300 életpont, közepes páncélzat, tűzvédelem)
- Hornet (50 életpont, közepes páncélzat) Zöld mutánsok, melyek támadása gyúlékonnyá teszi áldozatot.
- Hound (40 életpont, könnyű páncélzat)
- Siner (70 életpont, könnyű páncélzat, elektromosság védelem)
- Fatman (250 életpont, nehéz páncélzat, elektromosság védelem)
- Jet Elmer (100 életpont, közepes páncélzat, tűzvédelem, energia védelem)
- Headnail (50 életpont, közepes páncélzat)
- Lilith (75 életpont, közepes páncélzat, kábítás védelem)
- Stinger (400 életpont, közepes páncélzat, tűzvédelem)
- Pain God (50 életpont, könnyű páncélzat, tűzvédelem, fagyasztás védelem)
- Medusa (? életpont, közepes páncélzat, kábítás védelem) Mutálódott, de megtartotta a személyiségét.
- Guard (350 életpont, nehéz páncélzat, kábítás védelem)
- Lucy (100 életpont, közepes páncélzat, kábítás védelem)
- Sister of Mercy (100 életpont, nehéz páncélzat, tűzvédelem, elektromosság védelem)
- Needle (70 életpont, közepes páncélzat, elektromosság védelem, energia védelem)
- Cripple (400 életpont, közepes páncélzat, kábítás védelem, méreg védelem)
- Squeaker (110 életpont, nehéz páncélzat, kábítás védelem)
- Puppet (450 életpont, nehéz páncélzat, tűzvédelem)
- Reverend Insect (80 életpont, nehéz páncélzat, kábítás védelem, fagyasztás védelem, energia védelem)
- Messiah (170 életpont, közepes páncélzat)
- Incubus (150 életpont, nehéz páncélzat, kábítás védelem, energia védelem, méreg védelem)
- Harvester (100 életpont, nehéz páncélzat, kábítás védelem, energia védelem)
- Invisible (? életpont, közepes páncélzat, tűzvédelem, kábítás védelem, fagyasztás védelem,  energia védelem, méreg védelem)
- Mutant Dobrovsky (500 életpont, nehéz páncélzat, fagyasztás védelem, méreg védelem) A játékvégi főellenség.

## Folytatások
A Gorky 17 elég sikeres volt ahhoz, hogy további két rész lásson napvilágot: a Gorky Zero: Beyond Honor (2003-ban) és a Gorky 02: Aurora Watching (2005-ben). Mindegyik Gorky részben Cole Sullivan a főszereplő.
Gorky Zero: Beyond Honor: egy Metal Gear Solid stílusú harmadik kinézetű lopakodós játék.A játék soha nem látta meg az angol piacot.
Gorky 02: Aurora Watching: egy Splinter Cell stílusú harmadik kinézetű lopakodós játék. A játékot a Dreamcatcher Interactive adta ki, mint Soldier Elite, továbbá az angol fordítás tagadja bármilyen kötödést az a Gorky névhez, például a főszereplő nevét is White Foxra keresztelték. Az angol nyelvű történetben a főszereplő egy titkos orosz létesítménybe szivárog be, ahol a tudósok felerősített katonákat fejlesztenek, amiket "Őrült Ivánnak" hívnak.